# Hann (Adelsgeschlecht)
Die Hann (auch Han, Hahn, Han zu Hanfelden) waren eine adelige Familie aus der Steiermark.

## Geschichte

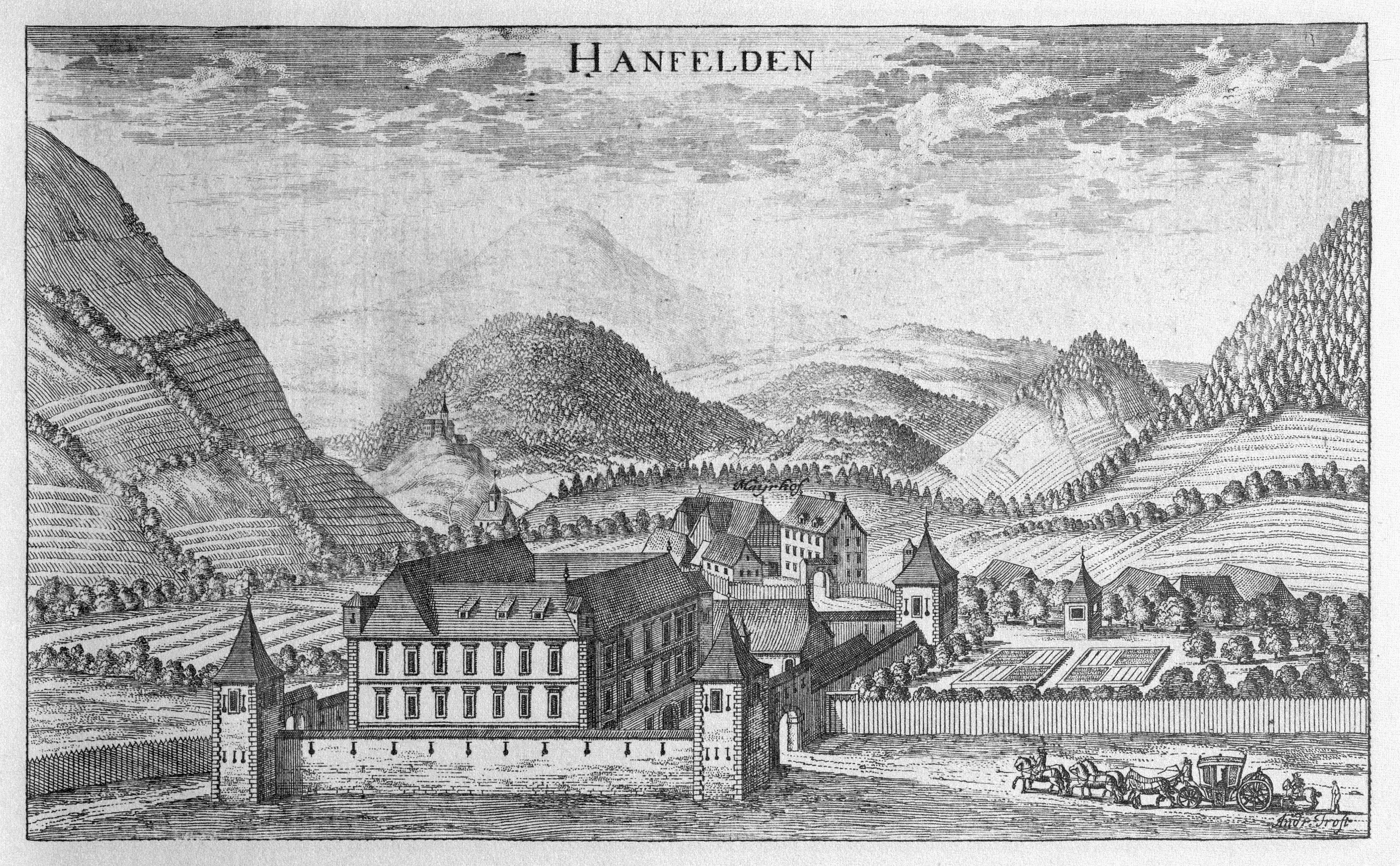
Schloss Hanfelden in: G. M. Vischer: Topographia Ducatus Stiriae, 1681.

Über den Ursprung des Geschlechts ist nichts bekannt. Caspar Hann und Hans Han(n) der Ältere besaßen zu Beginn des 15. Jahrhunderts den landesfürstlichen Hof in Unterzeiring. Ob es sich hierbei um Brüder handelt, ist nicht belegbar; beide hatten aber das Amt eines Mautpächters am Triebener Tauern inne. Um 1410 begann Caspar Hann mit dem Bau eines Edelsitzes, dem nachmaligen Schloss Hanfelden im Murtal. Er war mit der Grazer Adeligen Affra vom Graben (Grabner) verheiratet. Durch diese Ehe ist der Hof am Graben in Graz sowie das Gut Ludmannsdorf von den Graben zuerst an die Hann und hernach an die Fladnitz übergegangen. 1422 verkauften beide Eheleute Güter zu Semriach an Steinwald von Fladnitz. 1478 tauschte Caspars Sohn Achaz Hann (auch Achatz) mit Kaiser Friedrich III. sein Stadthaus am Paulustor in Graz für das Lehenrecht seines Hofes zu Rohr bei Puzendorf. Seine Bergrechte Am Graben in Graz verkaufte er 1471. Da Achaz keine eigenen Nachkommen hatte, vererbte er das Gut Ludmannsdorf, Rechte an der Sulm und bei Leibniz und dergleichen Besitz an seine beiden Schwestern Katrein und Margret Hann.
Nachdem die eingefallenen Türken den Edelsitz des Caspar Hann abbrannten, wurde es 1494 durch Hans Han dem Jüngeren (1450–1516) als Schloss neu aufgebaut, dessen Namen es auch erhielt. Dieser war ebenfalls Mautpächter am Triebener Tauern, und des Weiteren Pfleger zu Frohnleiten, Amtmann sowie Mautner zu Oberzeiring und Unterzeiring. 1528 veräußerte Hansens Sohn Peter Han zu Hanfelden Güter am Teuffenbach an Peter Galler. Da Peter der letzte männliche Han war, ging Hanfelden als Erbe über den Sohn von Peters Schwester Ursula Han, Hans Rauchenberger, 1579 an die protestantische Bürgerfamilie Rauchenberger aus Judenburg, welche zu späterer Zeit als Rauchenberger zu Hanfelden dem niederen Adel  zugehörig war, über.

## Stammbaum (Auszug)
Familie des Caspar:
- Caspar Han(n) († 1429), Gatte der Affra vom Graben
  - Acha(t)z Han(n), genannt 1458–68, blieb ohne Nachkommen
  - Katrein Han(n), genannt 1468 als Gattin des Christoph Pibriacher
  - Margret Han(n), genannt 1438–68, ehelichte Friedrich von Fladnitz

Familie des Hans:
- Hans Han(n) der Ältere
  - Hans Han der Jüngere (1450–1516)
    - Peter Han zu Hanfelden
    - Ursula Han
      - Hans Rauchenberger, brachte Schoss Hanfelden an seine Familie

## Information
Die Daten zu diesem Artikel wurden aus der Von Graben Forschung von Matthias Laurenz Gräff übernommen.